# Federale 102
Federale 102 foi a bola de futebol produzida para uso na Copa do Mundo FIFA de 1934 realizada na Itália.
O modelo de couro e doze gomos foi utilizado nas quartas-de-final da Copa de 1934, sediada na Itália. Na segunda Copa do Mundo FIFA os anfitriões, a Itália, jogou contra a Tchecoslováquia a partida final. A oito minutos do final do jogo, os tchecos ganhavam de 1-0 quando Raimundo Orsi, da Itália, recebendo a bola de Guaita, correu através da defesa Tcheca, dissimulando com seu pé esquerdo, mas chutando com seu direito. A bola desviou fantasticamente por alguma razão e passou como uma onda pelo goleiro estirado para dentro da rede. A Itália marcou outro gol no tempo adicional e venceu a competição. No dia seguinte, Orsi tentou 20 vezes com o gol vazio repetir seu truque da curvatura da bola para os fotógrafos e falhou. É possível que possa ter ficado levemente torta no final da partida, o que pode ter sido a causa do desvio, mais do que apenas a habilidade de Orsi.